# 도당초등학교
도당초등학교는 대한민국 경기도 부천시에 있는 공립 초등학교이다.

## 학교 연혁
- 1986.06.14 도당초등학교 인가
- 1987.03.01 도당초등학교 개교(18학급)
- 1987.03.01 초대 정형근 교장 부임
- 1988.06.15 본관 동편 1층 3개 교실 증축
- 1993.02.05 본관 12개 교실, 화장실 2칸 증축
- 1996.11.19 급식실 신축공사 준공
- 1999.08.30 동편 4층 교실 증축
- 2003.03.28 동편 복도교실 증축(5층 11개 교실)
- 2006.05.03 스택드 파고라 설치
- 2007.10.25 강당, 조리실, 본관 화장실 리모델링
- 2008.12.10 제5회 학교급식부문 전국 최우수상 수상
- 2013.03.01 제11대 이헌균 교장 부임
- 2014.02.19 제26회 졸업(졸업생 누계 8,566명)
- 2015.02.13 제27회 졸업(졸업생 누계 8,767명)
- 2016.02.19 제28회 졸업(졸업생 누계 8.986명)
- 2017.02.17 제29회 졸업(졸업생 누계 9,162명)
- 2023.09.01 제14대 장강훈 교장 부임

## 참고 자료
- 도당초등학교 - 한국교육학술정보원 학교알리미